# Élections locales sud-coréennes de 2018
Les 7e élections locales sud-coréennes ont lieu en Corée du Sud, le 13 juin 2018. Les élections coïncident alors avec les élections partielles pour les sièges vacants à l'Assemblée nationale.
Étaient à pourvoir 4016 postes administratifs, législatifs et éducatifs locaux, dont notamment 17 maires et gouverneurs provinciaux. Les élections législatives partielles ont quant a elles concernées 12 sièges vacants à l'Assemblée nationale.
Le Parti Minju est en progression au détriment du Parti de la liberté, tandis que le Parti pour la paix et la démocratie, qui participe aux différents scrutins pour la première fois arrive troisième en y remportant quelques résultats mineurs.